# 三次ピオーネ
三次ピオーネ（みよしピオーネ）は、広島県三次市で生産されているピオーネ。JA広島果実連が管理する地域団体商標（第5313117号）。三次市が定めたみよしブランド認定品。これとは別に農事組合法人三次ピオーネ生産組合が「黒い真珠」で商標登録（第4949539号）している。
広島県の夏果実のギフト定番品として知られており、ほぼ県内だけで消費されている（2017年時点）。本項ではピオーネ含めた三次でのブドウ栽培についても記す。

## 定義
地域団体商標登録における指定商品は以下の通り。

## 背景

### 地理
三次は、中国山地と吉備高原に挟まれた盆地（三次盆地）の中にある。気候は盆地特有の内陸性気候で昼夜の温度差が大きいため、これがブドウの栽培に適している。また気候は全体的に日本海式気候の影響を受けるため冷涼多雨で冬季には積雪があるが、南部は瀬戸内海式気候の影響も受けるため概して温暖になる。全域が江の川流域であり支流の合流点がその盆地の中心にあることから霧が深い（霧の海 (三次市)）。
土壌は花崗岩風化残留土（真砂土）が広く分布している。また古墳が多数点在しているため、農地拡大などの土地開発に制約がある。
三次の農業は米作が中心で、次に1980年代では畜産・野菜、2010年代では鶏卵・果実・乳用牛と続く。三次市は1961年農業基本法制定以降米作依存型農業から畜産・果樹生産を導入した複合型農業への転換を進めてきており、こと果実に関してはブドウの特産化が図られてきたため圧倒的にブドウの産出量が多い。

### 沿革
三次でのブドウ栽培は、1960年（昭和35年）に水田転換として導入されたのが始まりである。市内最古のぶどう園は1964年（昭和39年）創業の上井田ぶどう園で、創業当初はマスカット・ベーリーAとデラウェアを栽培していた。1960年代に市の南部に3軒ブドウ農家があった。
| 年   | ピオーネ     | ベーリーA    | デラウェア   | 巨峰        |
| ---- | ------------ | ------------ | ------------ | ----------- |
| 1960 | -            | 2.50         | -            | -           |
| 1965 | -            | 8.00         | 2.50         | -           |
| 1970 | -            | 10.00        | 10.00        | 0.20        |
| 1975 | 18.80 (不明) | 18.80 (不明) | 20.80 (不明) | 2.20 (不明) |
| 1980 | 18.80 (18.8) | 21.00 (6.8)  | 20.80 (10.0) | 2,20 (0.0)  |
| 1985 | 18.80 (不明) | 18.80 (不明) | 16.40 (不明) | 2.20 (不明) |
| 1988 | 23.00 (22.5) | 16.10 (6.7)  | 12.40 (6.4)  | 2.20 (0.0)  |

1968年（昭和43年）広島県が開発調査を開始し開発可能地を確定、県営パイロット事業を立ち上げ県と三次市とが協議する中で市内にブドウ・野菜・酪農の農業地に造成することとなった。1974年（昭和49年）「県営農地開発事業」および「第二次農構事業」として、盆地南部の丘陵地である三次市東酒屋町にピオーネを主体としたブドウ生産団地が造成され、あわせて「三次ピオーネ生産組合」が結成された。
三次ピオーネ生産組合の組合員は専業農家とUターン組で構成され、全員が果樹栽培の経験はなかった。また当初、主力品種は巨峰で計画されていたが、広島県立果樹試験場から品質の高い品種としてピオーネを勧められた経緯がある。ただピオーネは県立果樹試験場で導入されて2年目のことで栽培技術が確立していなかったため、試験場の中でも反対意見があり、県の行政側も不安視していた。これに組合員がぜひやってみたいという熱意に燃えて、ピオーネを導入した。
生産団地の土壌は強粘土でやせており、更に地理的に雨が多いなどの困難の中で、普及指導所が主体となって深耕による土づくりや施肥技術の工夫を続け栽培技術を確立していった。栽培研究と商品化に2年要したため、経済的に耐えられなかった組合員が何人か脱退している。当時生食用ブドウといえば巨峰でありピオーネ自体の知名度がなかったためなかなか売れない中で、販路の開拓には組合員自らが対応していった。
1982年（昭和57年）、三次ピオーネ生産組合は組織編成、班体制による相互援助方式を確立すると、急激に生産が上がることになる。その後種なし大粒（ニューピオーネ）生産技術を独自開発し、加温ハウスを活用することによって質量ともに安定するようになった。このあたりから他でもピオーネを作るところがでてくる。例えば、双三郡三良坂町（現・三次市）では灰塚ダム建設に伴い農地が減少したため、その代替産業としてブドウ栽培が着目され町協力のもと1988年（昭和63年）「みらさかピオーネ生産組合」が発足、生産団地が造成され栽培を始めている。
更に複数の農業賞を受賞したこともあって、ブランド化することができた。2010年（平成22年）、地域団体商標に登録された。

## 文化
黒い真珠・三次ピオーネの日
三次ピオーネ生産組合は9月6日を黒い真珠・三次ピオーネの日と制定している。クロの語呂合わせと、この時期に露地物が最盛期を迎えることから。
広島三次ワイナリー
三次でのブドウ栽培が軌道に乗ると、規格外ブドウも増加した。その用途としてジュースやジャムを製造していたが、当時の市長がワインの生産を提案、1987年市を中心に「ワイン工場建設委員会」が発足、1991年第三セクターによる（株）広島三次ワイナリーが設立、1994年に開業した。
三次ピオーネ生産組合と同様に三次市東酒屋町にある。
サンフレッチェ広島F.Cとのコラボ
三良坂ピオーネ生産組合はJA広島果実連協力のもと、サンフレッチェ広島とコラボ企画を立ち上げている。なおサンフレッチェのチームカラーはピオーネと同じ紫である。
- 選手によるブドウの収穫体験[18]
- 三良坂町内のサッカークラブの選手たちがスタジアム観戦、試合会場で生産組合がブドウ販売[18]
- 三良坂の直売所では、露地ピオーネに「サンフレッチェ ホームタウンサポート」シールを掲示[18]

## 参考資料
- 新田義見「中山間地における果樹農業の展開－ぶどう団地形成を中心として－」（PDF）『農総研季報 Vol.10』、農林水産政策研究所、1991年6月、35-47頁、2023年7月22日閲覧。
- 富川久美子「広島県三次市の地域活性化政策によるワイナリーの役割と観光振興」『修道商学 第56巻1号』、広島修道大学、2015年9月、73-93頁、2023年7月22日閲覧。